# Josef Spielhofer
Josef Spielhofer (ur. 11 marca 1896, zm. ?) – zbrodniarz nazistowski, członek załogi niemieckiego obozu koncentracyjnego Mauthausen-Gusen i SS-Unterscharführer.
Z zawodu pracownik fabryczny. Członek Waffen-SS. Pełnił służbę w obozie głównym Mauthausen od 16 lutego 1942 do 10 stycznia 1944 jako strażnik i kurier. 10 stycznia 1944 przeniesiono go do podobozu Gross-Raming. Przebywał tam do 25 maja 1944, gdy dostał zawału serca. Spielhofer leczył się następnie przez cztery miesiące w szpitalu w Mauthausen. 10 października 1944 powrócił do służby i kierował komandem więźniarskim w podobozie Linz III do 15 kwietnia 1945. Wtedy powrócił do obozu głównego Mauthausen, gdzie był zastępcą Blockführera do 5 maja 1945.
Po zakończeniu wojny Spielhofer zasiadł na ławie oskarżonych w procesie załogi Mauthausen-Gusen (US vs. Hans Bergerhoff i inni), który toczył się przed amerykańskim Trybunałem Wojskowym w Dachau. 23 czerwca 1947 został on skazany na karę dożywotniego pozbawienia wolności. Trybunał uznał go za winnego zabójstwa trzech więźniów w maju i październiku 1944 oraz w kwietniu 1945. W wyniku rewizji wyroku 26 lutego 1948, w której ustalono, iż zeznania świadków oskarżenia były niewiarygodne, karę zmniejszono do 2 lat pozbawienia wolności.